# Novaki (Dubrava)
Novaki su naseljeno mjesto u Republici Hrvatskoj u Zagrebačkoj županiji. 

## Zemljopis
Administrativno su u sastavu općine Dubrava. Naselje se proteže na površini od 6,38 km².

## Stanovništvo
Prema popisu stanovništva iz 2001. godine u Novakima žive 232 stanovnika i to u 86 kućanstava. Gustoća naseljenosti iznosi 36,36 st./km².
| broj stanovnika | 146   | 138   | 147   | 217   | 321   | 657   | 660   | 777   | 923   | 765   | 721   | 630   | 659   | 263   | 232   | 197   | 156   |
|                 | 1857. | 1869. | 1880. | 1890. | 1900. | 1910. | 1921. | 1931. | 1948. | 1953. | 1961. | 1971. | 1981. | 1991. | 2001. | 2011. | 2021. |